# Kékéland
Albums de Brigitte Fontaine
Les Palaces
(1997) Rue Saint Louis en l'Île
(2004)
Kékéland est le treizième album de Brigitte Fontaine, sorti en 2001.
Cet album contient des collaborations avec plusieurs groupes et musiciens. Exceptionnellement, Brigitte Fontaine écrit deux chansons en anglais (Kékéland et God's Nightmare).
La chanteuse s'y présente avec humour comme la « reine des kékés ». Avec la reprise de Y'a des zazous, enregistrée en duo avec Matthieu Chedid, elle rend hommage au chanteur Andrex. L'album bénéficie également des contributions des groupes de rock Sonic Youth et de Noir Désir (L'Europe, un autre duo avec Noir Désir figure sur l'album Des visages des figures), ainsi que du jazzmen Archie Shepp.
Grâce à ses nombreuses collaborations, l'album Kékéland a bénéficié d'une meilleure promotion, qui a permis la découverte de Brigitte Fontaine par un public plus jeune et plus large. C'est le premier disque d'or de l'artiste avec plus de 130 000 exemplaires vendus.

## Liste des titres
| No  | Titre                                           | Avec          | Durée |
| --- | ----------------------------------------------- | ------------- | ----- |
| 1.  | Demie clocharde                                 | Sonic Youth   |       |
| 2.  | Bis baby boum boum                              | Noir Désir    |       |
| 3.  | Pipeau                                          | -M-           |       |
| 4.  | Y'a des zazous (Raymond Vincy - Henri Martinet) | -M-           |       |
| 5.  | Kékéland                                        | Sonic Youth   |       |
| 6.  | Je fume                                         | Loo & Placido |       |
| 7.  | Je t'aime encore (musique de Georges Moustaki)  |               |       |
| 8.  | God's Nightmare (musique de Boby Jooky)         | Ginger Ale    |       |
| 9.  | Guadalquivir                                    | Areski        |       |
| 10. | Les Filles d'aujourd'hui                        | les Valentins |       |
| 11. | Rififi                                          | -M-           |       |
| 12. | Profond                                         | Areski        |       |
| 13. | NRV (musique de Ali Belkacem)                   | Archie Shepp  |       |

Les paroles sont de Brigitte Fontaine et les musiques d'Areski quand rien n'est indiqué.

## Classement
| Chart    | Meilleur classement | Nombre de semaines dans le Top 50 | Certification |
| -------- | ------------------- | --------------------------------- | ------------- |
| France   | 10                  | 26                                |               |
| Belgique | 49                  | 1                                 |               |